# Dolichopus argentipes
Dolichopus argentipes är en tvåvingeart som beskrevs av Van Duzee 1921. Dolichopus argentipes ingår i släktet Dolichopus och familjen styltflugor.
Artens utbredningsområde är Washington. Inga underarter finns listade i Catalogue of Life.